# Prestigio
El término prestigio suele usarse para describir la reputación, la fama o los logros de una persona, grupo de personas, institución o aspecto cultural ligado a algunos de los anteriores. Existen diferentes acepciones relacionadas, aunque su uso no está libre de inconsistencias. Cada acepción se aplica dependiendo del contexto histórico y de la persona que utiliza la palabra.

## Introducción
Originalmente, el prestigio refirió a la pomposidad, que fue tomada como muestra de mal gusto (afectación, prosopopeya, soberbia). A este respecto, la palabra tuvo  connotaciones absolutamente negativas. De hecho, la raíz de la palabra "prestigio" viene del præstigum latino, significando un engaño, un truco o una artimaña. En algunas lenguas románicas prestigio conserva este significado original.
Más adelante, el prestigio desarrolló un significado positivo: describe alta estima y una reputación sólida. Las instituciones, las concesiones, y los acontecimientos podrían ser descritos como prestigiosos; en este caso, sería favorable ser asociado con ellas. Algunos ejemplos de legados en el pasado de personalidades prestigiosas pueden ser: la clase sacerdotal, los chamanes del África Central, los astrónomos, los arquitectos del antiguo Egipto y ocupaciones similares. 
En la cultura europea continental se ha dado una evolución del término hacia los poetas, pintores, escritores, músicos, actores y, en general, hacia cualquier expresión del arte. También es de aplicación a las principales clases económicas procedentes de las asociaciones gremiales: periodistas, comerciantes, médicos, notarios, arquitectos, abogados, etc. En los países de cultura anglosajona, a menudo, el prestigio también está asociado a las clases sociales elites. Este es el uso de hoy más común de la palabra que resulta familiar a todas las clases sociales dentro.
El prestigio o reputación se alcanza cuando se ganan y combinan la admiración, el respeto y la confianza.

## Prestigio social
En sociología, se llama «prestigio social» al mayor o menor grado de aceptación general que tiene una conducta, actitud o situación social entre los miembros de una sociedad o de una familia. Se considera que cuanto mayor sea el prestigio social de algo, más probable es que existan instituciones encargadas de protegerlo, y tanto mayor será el número de personas dispuestas a encontrarse relacionadas o involucradas con ello. Frecuentemente, el prestigio social de una determinada situación se asocia con signos convencionales. El aparejamiento de cierto signo o símbolo con situaciones o personas de prestigio comporta la adopción de dicho signo como señal de prestigio o como imitación.
En análisis de redes sociales, este concepto refiere a medidas de centralidad, como mecanismos matemáticos basados en la teoría de grafos que permiten distinguir y cuantificar la relevancia de los distintos actores de una red social.

## Prestigio sociolingüístico
En sociolingüística, el prestigio de una variante lingüística, dialecto o forma de hablar se refiere al nivel de respeto y aceptabilidad de las formas propias de dicha variedad por parte de sus propios hablantes y los hablantes de variedades mutuamente comprensibles. 
Naturalmente, el prestigio sociolingüístico (o prestigio abierto) está muy frecuentemente correlacionado con el prestigio social de los hablantes que usan dicho dialecto o variedad lingüística. Frecuentemente, existen las variedades habladas por la clase social dominante o por las personas con mayor poder adquisitivo, tienen un prestigio sociolingüístico más alto que las usadas por los hablantes más pobres. De entre las variantes de una lengua frecuentemente puede señalarse algún dialecto de prestigio que es la base de la lengua estándar, aunque existen algunas excepciones al hecho de que la lengua estándar se base en un dialecto de prestigio, tal como sucede con el árabe estándar.
El prestigio sociolingüístico puede apreciarse en situaciones donde dos o más lenguas entran en contacto, y en ambientes urbanos estratificados, en donde es probable que hablantes de diferentes variedades coincidan en el mismo contexto social. A pesar de las extendidas opiniones e impresiones de que ciertos dialectos o variantes son relativamente "buenos" o "malos", «desde un punto de vista puramente lingüístico, todas las lenguas y todos los dialectos tienen la misma validez o valor».

### Consecuencias del prestigio
Entre las consecuencias más frecuentes de la diferencia de prestigio social entre dos variedades surgen diversos fenómenos sociolingüísticos interesantes:
- Diglosia.
- Vernacularización.
- Regionalización.

### Prestigio encubierto
El prestigio encubierto se refiere al prestigio positivo que alcanzan ciertos usos no normativos de una lengua y que los hablantes usan para marcar alguna diferenciación social, regional, sexual, entre otros. Ejemplos de prestigio encubierto podrían ser la exageración de un acento y el uso de modismos para hacer notar a qué región se pertenece. Otro ejemplo notorio es el uso de lenguaje soez con fines laudatorios o de admiración entre hablantes de igual estatus social:
¡Qué bueno eres, hijodeputa! (España)
¿Qué onda, ca[brón]? (México)